# Ferreira Gullar
Ferreira Gullar, pseudônimo de José Ribamar Ferreira (São Luís, 10 de setembro de 1930 – Rio de Janeiro, 4 de dezembro de 2016), foi um poeta, escritor, crítico de arte, biógrafo, tradutor, memorialista e ensaísta brasileiro, reconhecido como um dos principais e mais importantes poetas brasileiros da segunda metade do século XX.
Ganhou notoriedade nacional em 1954 com a publicação de A Luta Corporal, livro de poemas experimentais que procuravam explorar o caráter gráfico da poesia, tendo, posteriormente, se envolvido com o concretismo paulista e criado, junto com Hélio Oiticica e Lygia Clark, o neoconcretismo. Na década de 1960, filiou-se ao comunismo e protestou contra a ditadura militar, pelo que se dedicou à poesia lírica e social, produzindo poemas marcantes de linguagem acessível e sonoridade plásticas, a exemplo de Traduzir-se, Dois e dois: quatro, Homem Comum e Não há vagas. Perseguido politicamente, exilou-se na década de 1970, onde concebeu o Poema Sujo, sua magnum opus de cerca de cem páginas que versava o sentimento do exílio em um estilo que misturava características de todas as fases de sua obra. Retornou ao Brasil em 1977 e nos anos seguintes deu cabo à sua atividade intelectual, produzindo poemas, biografias, ensaios críticos, artigos jornalísticos e tornando-se, posteriormente, crítico do socialismo e dos governos petistas. Foi indicado ao Nobel de Literatura em 2002 e ingressou na Academia Brasileira de Letras em 2014. Morreu no ano de 2016, acometido por uma pneumonia.

## Biografia

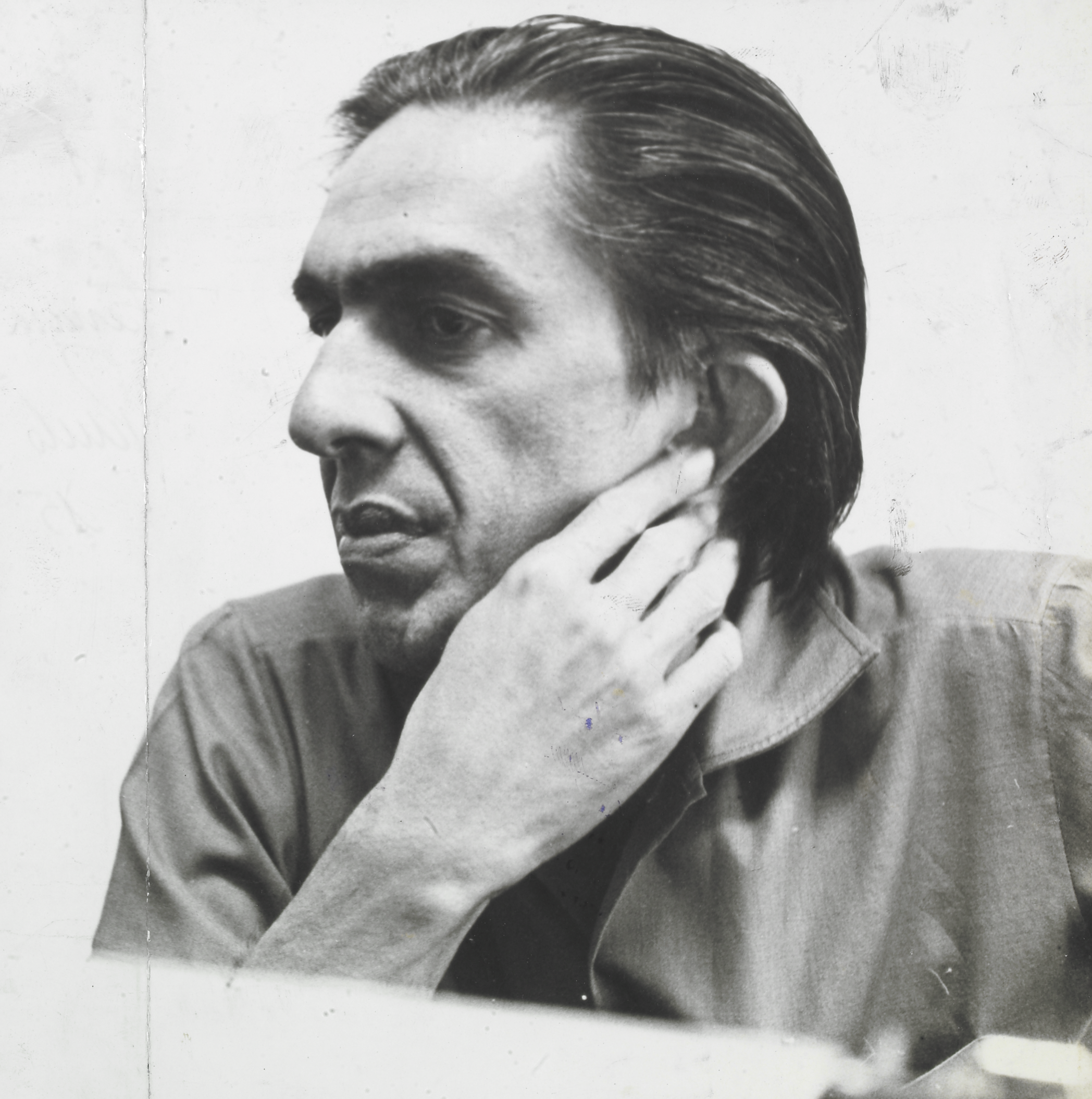
Em 1970

Ferreira Gullar nasceu em São Luís, em 10 de setembro de 1930, com o nome de José Ribamar Ferreira. É um dos onze filhos do casal Newton Ferreira e Alzira Ribeiro Goulart.
Sobre o pseudônimo, o poeta declarou o seguinte: "Gullar é um dos sobrenomes de minha mãe, o nome dela é Alzira Ribeiro Goulart, e Ferreira é o sobrenome da família, eu então me chamo José Ribamar Ferreira; mas como todo mundo no Maranhão é Ribamar, eu decidi mudar meu nome e fiz isso, usei o Ferreira que é do meu pai e o Gullar que é de minha mãe, só que eu mudei a grafia porque o Gullar de minha mãe é o Goulart francês; é um nome inventado, como a vida é inventada eu inventei o meu nome".
Segundo Mauricio Vaitsman, ao lado de Bandeira Tribuzi, Lucy Teixeira, Lago Burnett, José Bento, José Sarney e outros escritores, fez parte de um movimento literário difundido através da revista que lançou o pós-modernismo no Maranhão, A Ilha, da qual foi um dos fundadores. Até sua morte, muitos o consideravam o maior poeta vivo do Brasil e não seria exagero dizer que, durante suas seis décadas de produção artística, Ferreira Gullar passou por todos os acontecimentos mais importantes da poesia brasileira e participou deles.
Morando no Rio de Janeiro, participou do movimento da poesia concreta, sendo então um poeta extremamente inovador, escrevendo seus poemas, por exemplo, em placas de madeira, gravando-os.
Em 1956 participou da exposição concretista que é considerada o marco oficial do início da poesia concreta, tendo se afastado desta em 1959, criando, junto com Lígia Clark e Hélio Oiticica, o neoconcretismo, que valoriza a expressão e a subjetividade em oposição ao concretismo ortodoxo. Posteriormente, ainda no início dos anos de 1960, se afastará deste grupo também, por concluir que o movimento levaria ao abandono do vínculo entre a palavra e a poesia, passando a produzir uma poesia engajada e envolvendo-se com os Centros Populares de Cultura (CPCs).
Em 2014, ele foi considerado um imortal na Academia Brasileira de Letras, passando a ocupar a cadeira de número trinta e sete antes ocupada por Ivan Junqueira.
Ferreira Gullar morreu em 4 de dezembro de 2016, na cidade do Rio de Janeiro em decorrência de vários problemas respiratórios que culminaram em uma pneumonia. O velório do escritor foi realizado inicialmente na Biblioteca Nacional, pois esse era um desejo de Gullar. Dali, o corpo foi levado em um cortejo fúnebre até a Academia Brasileira de Letras no Rio de Janeiro. Uma semana antes de morrer, Ferreira Gullar pediu à filha Luciana para que o levasse até a Praia de Ipanema. O enterro foi no Cemitério de São João Batista em Botafogo no Rio.

## Neoconcretismo
Ferreira Gullar escreveu o Manifesto Neo-Concreto em 1959 e descreveu uma obra de arte como “algo que representa mais do que a soma de seus elementos constituintes; algo cuja análise pode se decompor em vários elementos, mas que só pode ser compreendido fenomenologicamente ”. Em contraste com o concretismo, Gullar clamava por uma arte que não fosse baseada no racionalismo ou na busca da forma pura. Ele procurou obras de arte que se tornaram ativas assim que o espectador estava envolvido. A arte neoconcreta deve desmontar as limitações do objeto e “expressar realidades humanas complexas”.
Enquanto o concretismo construía sua arte com base na lógica e no conhecimento objetivo com cor, espaço e forma transmitindo universalismo e objetividade, os artistas neoconcretos viam as cores, o espaço e a forma como “não [pertencentes] a esta ou aquela linguagem artística, mas para a experiência viva e indeterminada do homem”. Embora a arte neoconcreta ainda mantivesse o concretismo como base para suas ideias, os neoconcretistas acreditavam que a objetividade e os princípios matemáticos por si só não poderiam cumprir o objetivo concretista de criar uma linguagem visual transcendental.

### Militância e posições políticas

Em 1957

Ferreira Gullar foi militante do Partido Comunista Brasileiro (PCB) e, exilado pela ditadura militar, viveu na União Soviética, na Argentina e Chile. Ele comentou que "bacharelou em subversão" em Moscou durante o seu exílio, mas que ao longo do tempo e devido a certos fatos históricos, se desiludiu do socialismo, sustentando em 2014 que o socialismo não fazia mais sentido, pois fracassou, embora “[achasse] a desigualdade social inaceitável” e “[torcesse] para que essa desigualdade social [fosse] corrigida o tanto quanto possível”.
| “ | Em outras palavras, bastaria apresentar-se como inovador para estar certo. Será isso verdade? Os fatos demonstram que tanto pode ser como não. Mas também pode estar errado quem defende os valores consagrados e aceitos. Só que, em muitos casos, não há alternativa senão defendê-los. E sabem por quê? Pela simples razão de que toda sociedade é, por definição, conservadora, uma vez que, sem princípios e valores estabelecidos, seria impossível o convívio social. Uma comunidade cujos princípios e normas mudassem a cada dia seria caótica e, por isso mesmo, inviável. Por outro lado, como a vida muda e a mudança é inerente à existência, impedir a mudança é impossível. Daí resulta que a sociedade termina por aceitar as mudanças, mas apenas aquelas que de algum modo atendem a suas necessidades e a fazem avançar. | ” |
|   | — Ferreira Gullar, Dialética da Mudança . |   |

Nas eleições presidenciais de 2014, no primeiro turno Gullar defendeu voto em Marina Silva (PSB), e no segundo turno declarou voto em Aécio Neves (PSDB), tecendo críticas ao Partido dos Trabalhadores e ao Lulismo. Em 2016, em entrevista ao jornal carioca O Globo, defendeu a saída da então presidente Dilma Rousseff da presidência.

## Academia Brasileira de Letras

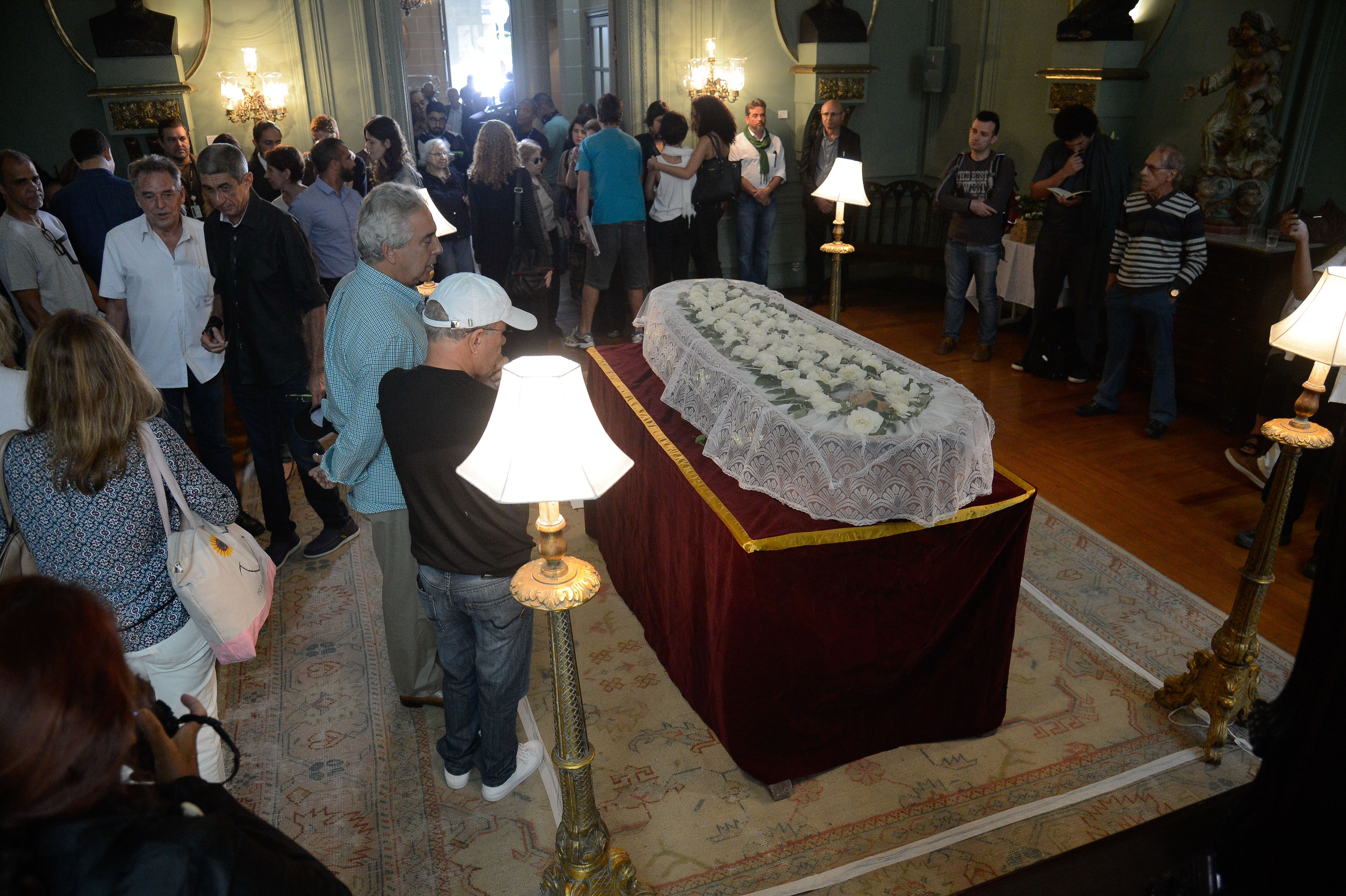
Velório de Ferreira Gullar na Academia Brasileira de Letras

Ferreira Gullar foi postulante eleito da cadeira 37 na Academia Brasileira de Letras, tendo obtido na votação 36 dos 37 votos possíveis derrotando os outros candidatos: Ademir Barbosa Júnior, José Roberto Guedes de Oliveira e José William Vavruk em apenas 15 minutos, com uma abstenção que permanece anônima devido a queima das fichas após o resultado da urna em 9 de outubro de 2014, tendo votado 19 acadêmicos por presença física e 18 por cartas.
A cadeira tem como patrono o poeta e inconfidente mineiro Tomás Antônio Gonzaga e foi ocupada anteriormente por personalidades como Silva Ramos, Alcântara Machado, Getúlio Vargas, Assis Chateubriand, João Cabral de Melo Neto e recentemente pelo ensaísta e curador Ivan Junqueira, amigo de Gullar.
Sua posse era marcada para novembro, depois de várias recusas do escritor em convites anteriores.
Em 5 de dezembro de 2014, Gullar tomou posse de sua cadeira, a número 37, na Academia Brasileira de Letras.

## Vida pessoal
Foi casado durantes anos com Theresa Aragão com quem viveu na rua Duvivier em Copacabana até o falecimento dela. Casou-se posteriormente com a poeta gaúcha Claudia Ahinsa, com que viveu até a morte. Em seu leito de morte, Gullar disse para a esposa "se me ama, me deixa ir em paz". Foi sepultado no Mausoléu da Academia Brasileira de Letras no Cemitério de São João Batista (Rio de Janeiro).
Gullar teve três filhos, Luciana, Marcos e Paulo. Marcos e Paulo, foram diagnosticados com esquizofrenia, o que levou a falar abertamente sobre os dilemas das doenças mentais e o despreparo muitas vezes por profissionais brasileiros para com a doença em colunas na Folha de S.Paulo.

## Prêmios e indicações
Ganhou o concurso de poesia promovido pelo Jornal de Letras com seu poema "O Galo" em 1950. Os prêmios Molière, o Saci e outros prêmios do teatro em 1966 com Se correr o bicho pega, se ficar o bicho come, que é considerada uma obra prima do teatro moderno brasileiro.
Em 2002, foi indicado por nove professores dos Estados Unidos, do Brasil e de Portugal para o Prêmio Nobel de Literatura. Em 2007, seu livro Resmungos ganhou o Prêmio Jabuti de melhor livro de ficção do ano. O livro, editado pela Imprensa Oficial do Estado de São Paulo, reúne crônicas de Gullar publicadas no jornal Folha de S.Paulo no ano de 2005. Foi considerado pela Revista Época um dos 100 brasileiros mais influentes do ano de 2009.
Foi agraciado com o Prêmio Camões em 2010.
Em 15 de outubro de 2010, foi contemplado com o título de Doutor Honoris causa, na Faculdade de Letras da Universidade Federal do Rio de Janeiro (UFRJ).
Na cidade de Imperatriz no interior do Maranhão, ganhou em sua homenagem o Teatro Ferreira Gullar. No ano de 1999, é inaugurada em São Luís, capital do Maranhão, a Avenida Ferreira Gullar.
Em 20 de outubro de 2011, ganhou o Prêmio Jabuti com o livro de poesia Em Alguma Parte Alguma, que foi considerado "O Livro do Ano" de ficção.
Em 2011, a obra Poema Sujo inspirou a vídeo instalação Há muitas noites na noite, dirigida por Silvio Tendler. Em 2015, o poema inspirou uma série documental, também denominada: "Há muitas noites na noite", com sete episódios com 26 minutos cada, exibida na TV Brasil entre dezembro de 2015 e janeiro de 2016, também dirigida por Silvio Tendler.